# تومب رايدر: أندر ورلد
تومب رايدر: أندر ورلد (بالإنجليزية: Tomb Raider: Underworld)‏ هي لعبة من نوع أكشن-مغامرات، تخطي العوائق. صدرت في عام 2008 وهي متوفرة على ويندوز، بلاي ستيشن 3، إكس بوكس 360، بلاي ستيشن 2، نينتندو دي إس، الهاتف المحمول. اللعبة من تطوير كريستال دينامكيس، نيكسس سوفتوير (بلاي ستيشن 3 والحاسب الشخصي)، بز مونكي سوفتوير (وي وبلاي ستيشن 2)، سانتا كروز جيمز، إي آيه موبايل (للهاتف المحمول) ونشر شركة إيدوس إنترأكتيف.

## القصة
في هذا الجزء سوف تبحث لارا كرافت عن والدتها بعد معرفة أنها على قيد الحياة ومحاولة أيضاً معرفة من وراء حريق منزلها وسرقت آثار والدها. قصة هذا الجزء مكملة للأحداث السابقة حيث تجد لارا بعض الإحداثيات التي قادتها إلي قاع البحر الأبيض المتوسط حيث اكتشاف الحضارة النرويجية القديمة وكذلك مواجهة الإخطبوط العملاق وكذلك تأكدت من وجود مطرقة ثور هذا السلاح الأسطوري لـ إله الرعد ثور ,ومن قاع البحر تحصل علي يد ثور الأولي السحرية والتي تعطيها طاقة لسحب الأشياء الثقيلة جدا، ولكن يظهر فجأة أتباع ناتلا ويحصلون علي هذه اليد ولكن لا تيأس لارا فتتوجه إلي سفينتهم وتحصل عليها مرة أخرى، وبعد ذلك تتوجه إلي سواحل تايلاند وتدخل إلي معبد الآلهة وتحصل عي معلومات بأن أبيها كان هنا من قبل ,تعلم بأن باقي المعلومات في القبر الخاص به، ومن ثم تتوجه إلي بيتها لتعلم أن لها شبيهة هي المتسببة في إحراق البيت، ثم تهبط إلي مقبرة والدها وتجد بها شريط كاسيت وخريطة تدلها إلي الذهاب لجنوب المكسيك حيث تدخل إلي معبد الثعبان وتحصل علي حزام ثور السحري، ومن ثم تتوجه إلي جزيرة جان ماين حيث تدخل إلي قاعة الولائم وتحصل منها علي المطرقة الأسطورية لثور، ثم تتوجه إلي سفينة الملاك ناتلا ببحر أندامان وتعرف منها مكان والدتها لتعلم أنها بالبحر القطبي فتذهب إلي البحر وتهبط إلي المعبد المائي وهناك تقابل والدته ولكن تجدها محولة بسبب السائل الأزرق فتقوم بقتلها وهي تردد بأن أمي قد ماتت منذ زمن، وتظهر بعد ذلك ناتلا وتخبر لارا بأنها السبب في موت أبيها لعدم تعاونه معها وقيادتها إلى البوابة, كما تقوم أمندا بقتل شبيهتها وتقوم لارا بمواجهة ناتلا وتقتلها في نهاية اللعبة، ومن ثم تخرج لارا وأمندا من هذا المكان من خلال بوابة الزمن لتجدا نفسيهما بدولة النيبال وهناك يفترقن وتنتهي اللعبة باعتقاد لارا أن أمها قد ماتت بالفعل.

## روابط خارجية
- تومب رايدر: أندر ورلد على موقع IMDb (الإنجليزية)